# Hans Schöpfer (Künstler)
Hans Schöpfer (* 24. Juli 1940 in Schüpfheim) ist ein Schweizer bildender Künstler und Autor.

## Leben
Hans Schöpfer besuchte in Schüpfheim die Primarschule und anschliessend bis 1960 das humanistische Gymnasium in Stans. Es folgten bis 1970 Studien der Politikwissenschaft, Philosophie, Theologie und Kunstgeschichte in Paris, Luzern und Rom mit Promotion 1969. Ausserdem belegte er Ergänzungskurse in Psychologie und Soziologie an der Universität Basel und an der Universität München. Kunst-Reiseführungen erfolgten während der Studienzeit in Griechenland, Italien und Südfrankreich und er gründete den «Kunstverein Amt Entlebuch». Ab 1970 unternahm er regelmässige Forschungs- und Evaluationsreisen für Entwicklungsprojekte in Lateinamerika und wirkte er im Rahmen von pastoralen, wissenschaftlichen und publizistischen Tätigkeit im In- und Ausland mit dem Schwerpunkt Lateinamerika. Ab 1976 war er Forschungsbeauftragter an der Universität Fribourg für den Schweizerischen Nationalfonds. Ab 1980 an dieser Universität als Dozent für Entwicklungspolitik und interdisziplinäre Theologie. Er war zudem über viele Jahre als Experte bei Institutionen internationale Zusammenarbeit in Europa und Lateinamerika tätig.
Schöpfer führte ab 1970 verschiedene Kunstausstellungen (Drittweltkunst und religiöse Kunst) in der Schweiz durch. 1974 war er Begründer der Kunsttage Sörenberg, die anschliessend während mehrerer Jahre stattfanden. Von 1979 an erfolgten über mehrere Jahre Fotoausstellungen zu Drittwelt-Themen. 1980 gründete er eine Arbeitsgruppe zur Förderung authentischer Drittweltkunst, die er daraufhin weiter begleitete. Er war Mitglied auf Zeit in verschiedenen Wettbewerbsjurys und Kunstkommissionen. Er unternahm weltweit zahlreiche Sponsoren-Kunst- und Sammelreisen.
Neben seiner beruflichen Tätigkeit wurde Schöpfer in der Zeit zwischen 1991 und 1994 in der Metallbearbeitung bei Georges Marro ausgebildet; er absolvierte seitdem zahlreiche Weiterbildungskurse in verschiedenen Konstruktionstechniken und Kunstfächern und betätigte sich ab 1994 nebenberuflich als bildender Künstler.
Seit 2002 arbeitet Schöpfer hauptberuflich als bildender Künstler und als literarischer Autor. Er veröffentlichte mehr als 30 Bücher in den Bereichen Wissenschaft, Essay und Belletristik, darunter unter anderem Kurzgeschichten, Humoresken, Satiren, Märchen, Meditationen, Gedichte und Aphorismen. Ausserdem wirkte er als Autor und Regisseur von Dokumentarfilmen zu gesellschaftlichen Problemen in Lateinamerika. Zudem war er  als journalistischer Mitarbeiter im deutschen, französischen und lateinamerikanischen Sprachraum für Radio und Fernsehen tätig.
Schöpfer erhielt mehrere Forschungsstipendien und wurde im In- und Ausland mit verschiedenen Literatur-, Kunst- und Fotopreisen ausgezeichnet.

## Künstlerisches Werk
Schöpfer spricht für die formale Einschätzung seiner Arbeit nicht von «Stil», sondern von «Sprache». Farben wie Violett und Orange oder Symbole wie der Kontrast von rostendem («sterbendem») Metall und strahlend-langlebigem Gold («Leib und Seele») tauchen immer wieder als Strukturelemente auf. Eine andere Besonderheit sind seine «Bewegungsskulpturen». Diese werden nicht von Motoren angetrieben, sondern müssen vom Wind bewegt oder von Hand angestossen werden. Je nach Metallart, Alter und Grösse, Gewicht und Bezug von einzelnen Komponenten bewegt sich eine solche Skulptur anders und findet erst in der Bewegung ihre Vollendung.
Schöpfer arbeitet vielfach in Serien, wobei er mit verschiedenen Stilmitteln und Techniken Werke zu einem verbindenden Thema oder Motiv gestaltet. Bei seinem künstlerischen Schaffen verwendet Schöpfer eine thematische und technische Vielfalt; dabei nutzt er sowohl Hammer und Amboss als auch neueste Laser-Schnittmaschinen, unterschiedliche Schweisstechniken sowie Leim- und Spraymethoden. Er arbeitet mit Alteisen und neuen Metallen, mit Alt- und Neuholz, mit Steinen, Kunststoff und verschiedensten Gebrauchsobjekten, die er weit über die Schweiz hinaus zum Beispiel auf Flohmärkten oder auf einsamen Inseln sucht. Er betrachtet sie deshalb nicht wie der neue Realismus als objets trouves, sondern als «exklusive Suchstücke». Oft sind sie jahrhundertealt, stammen von einem historisch interessanten Objekt oder einem ungewöhnlichen Ort. Für Grossskulpturen nutzt er inzwischen nur noch neue Materialien, weil entsprechende Suchstücke zunehmend schwieriger zu finden und die Bergungskosten zu hoch sind.
Er schuf (Stand August 2021) über 6700 Werke: Skulpturen, Reliefs, Kunst am Bau, Installationen und Bilder. Davon wurden bis zu diesem Zeitpunkt die meisten in einem Werkverzeichnis von 103 Bundesordnern mit Fotos, Hintergrund-Informationen, persönlichen Notizen und Skizzen festgehalten.

## Auszeichnungen (Auswahl)
- 1983/1984: Grosser Fotopreis der Schweiz: Förderpreis und engere Wahl der Jury mit Ausstellung
- 1984: Fotopreis der Schweizer Illustrierten
- 1989: Literaturpreis des Kantons Freiburg
- 1995: Skulpturenpreis des 20. Consorso «La Telaccia d’Oro», Turin
- 1999: Premio letterario internazionale «Giorgio Ja Pira», Pistoia
- 1999: Concorso internazionale di pittura «Lina Lanteri», Comune di Sanremo/I: 1. Segnalato, für ein Akrylbild
- 2007: Literaturpreis der Stadt Villach
- 2007: 3. Preis beim Concours international artistique 2007 de «Protestantisme et Images» in Genf, mit einem Akrylbild
- 2011: Mitgewinner des Kurzgeschichtenwettbewerbes des Innerschweizer Schriftstellervereins[4]

## Ausstellungen (Auswahl)
- 2007: ArtPosition in Payerne
- 2007: Gutenberg Museum Freiburg
- 2007: Musee d’art et d’histoire de la Ville de Neuchâtel
- 2007: get-Art-Ausstellungen in Givisiez und Avry-sur-Matran
- 2009: Gutenberg-Museum Fribourg: Zeitungsbilder[5]
- 2010: Galerie Vide-poches in Marsens
- 2010: Gemeinschaftsausstellung mit Visarte-Künstlen in Fribourg
- 2012: Retrospektive im Museum Murten[3]
- 2012: Gemeinschaftsausstellung mit Visarte-Künstlern im Museum Charmey
- 2016: Ausstellungen in der Galerie Vide-Poches Marsens
- 2016: Skulpturengarten Rüfenacht in Granges-Paccot
- 2016: Gemeinschaftsausstellung im Museum Bulle
- 2017: Einzelausstellung zum Thema «schwarz-weiss» im Gutenbergmuseum Freiburg[6]

## Publikationen (Auswahl)
- Laienfrömmigkeit im Licht des Zweiten Vatikanums. Zimmer, Trier 1969.
- Theologie der Gesellschaft. Interdisziplinäre Grundlagenbibliographie zur Einführung in die befreiungs- und polittheologische Problematik 1960–1975 (= Studien zur Geschichte des Christentums, Band 11). Lang, Bern / Frankfurt a. M. 1977, ISBN 3-261-02909-9.
- Nachtwache. Texte für unruhige Zeiten. Bläschke, St. Michael 1979, ISBN 3-70531031-3
- Lateinamerikanische Befreiungstheologie. Kohlhammer, Stuttgart 1979, ISBN 3-17005325-6.
- Theologie an der Basis. Dokumente und Kommentare zum theologischen Nord-Süd-Dialog. Verlag F. Pustet, Regensburg 1983, ISBN 3-79170869-4.
- Neue christliche Kunst in Afrika Bilder und Meditationen. Matthias Grünewald-Verlag, Mainz 1989, ISBN 3-78671416-9.
- Neue christliche Kunst in Lateinamerika Bilder und Meditationen. Matthias Grünewald-Verlag, Mainz 1989, ISBN 3-78671415-0.
- Zweifelhafte Erinnerungen. Worte gegen den Strom. Paulusverlag, Freiburg (Schweiz) 1990, ISBN 3-7228-0226-1.
- mit Jyoti Sahi: Neue christliche Kunst in Indien Mythen und Meditationen. Missio, Aachen 1994, ISBN 3930556006.